# Robert Crawford (calciatore 1993)
Robert David Crawford (Greenock, 19 marzo 1993) è un ex calciatore scozzese, di ruolo centrocampista.

## Carriera
In carriera ha giocato 9 partite di qualificazione alle coppe europee, di cui 3 per la Champions League e 6 per l'Europa League, tutte con l'FH Hafnarfjörður.

## Palmarès

### Club

#### Competizioni nazionali
- Scottish League One: 1

Rangers: 2013-2014
- Scottish Third Division: 1

Rangers: 2012-2013